# 389 (szám)
A 389 (római számmal: CCCLXXXIX) egy természetes szám, prímszám.

## A szám a matematikában
A tízes számrendszerbeli 389-es a kettes számrendszerben 110000101, a nyolcas számrendszerben 605, a tizenhatos számrendszerben 185 alakban írható fel.
A 389 páratlan szám, prímszám. Normálalakban a 3,89 · 102 szorzattal írható fel.
Mírp. Pillai-prím.
Szigorúan nem palindrom szám.
A 389 négyzete 151 321, köbe 58 863 869, négyzetgyöke 19,72308, köbgyöke 7,29989, reciproka 0,0025707. A 389 egység sugarú kör kerülete 2444,15908 egység, területe 475 388,94193 területegység; a 389 egység sugarú gömb térfogata 246 568 397,9 térfogategység.
A 389 helyen az Euler-függvény helyettesítési értéke 388, a Möbius-függvényé −1.